# 步兵

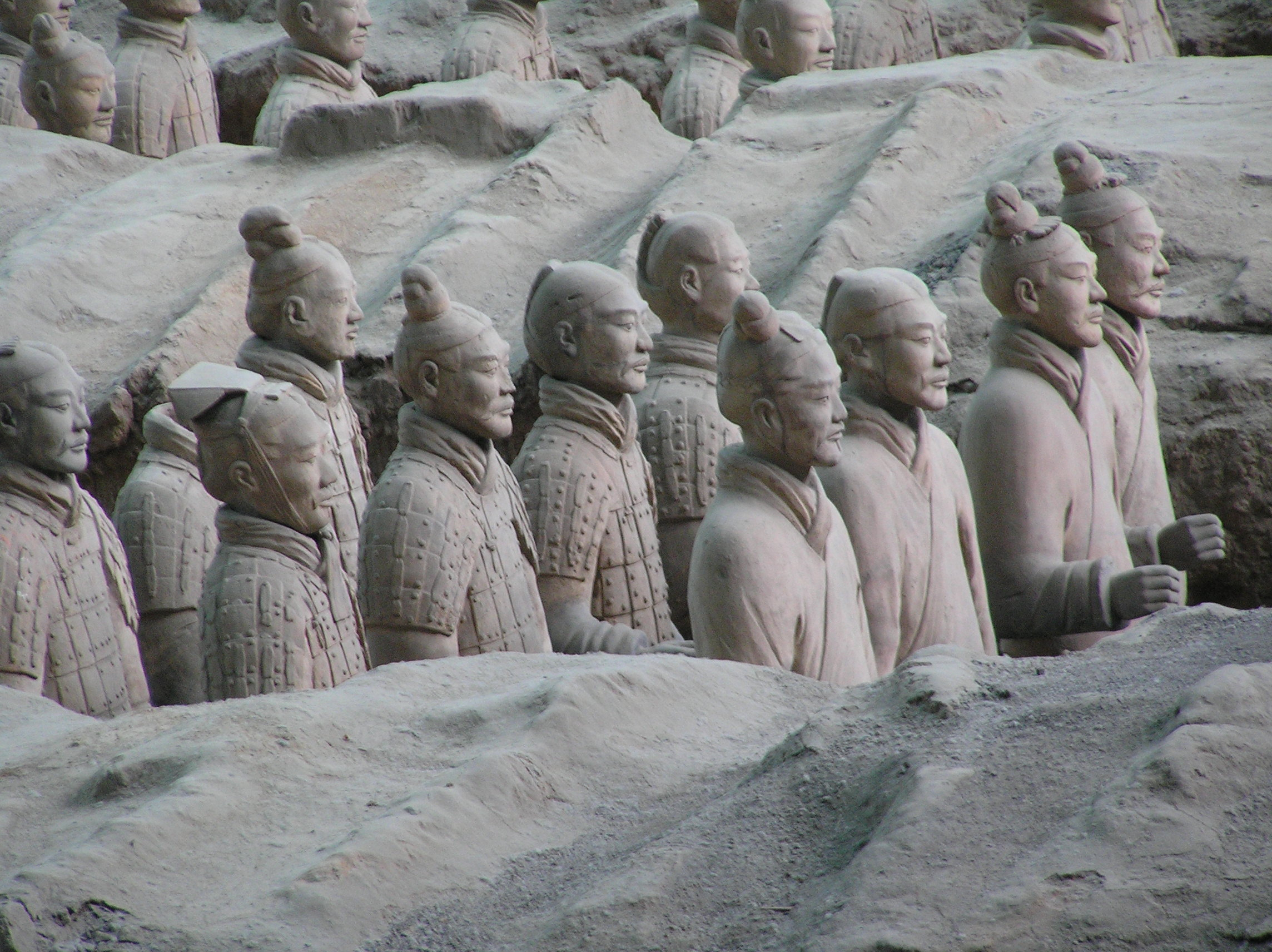
兵马俑中的步兵方阵

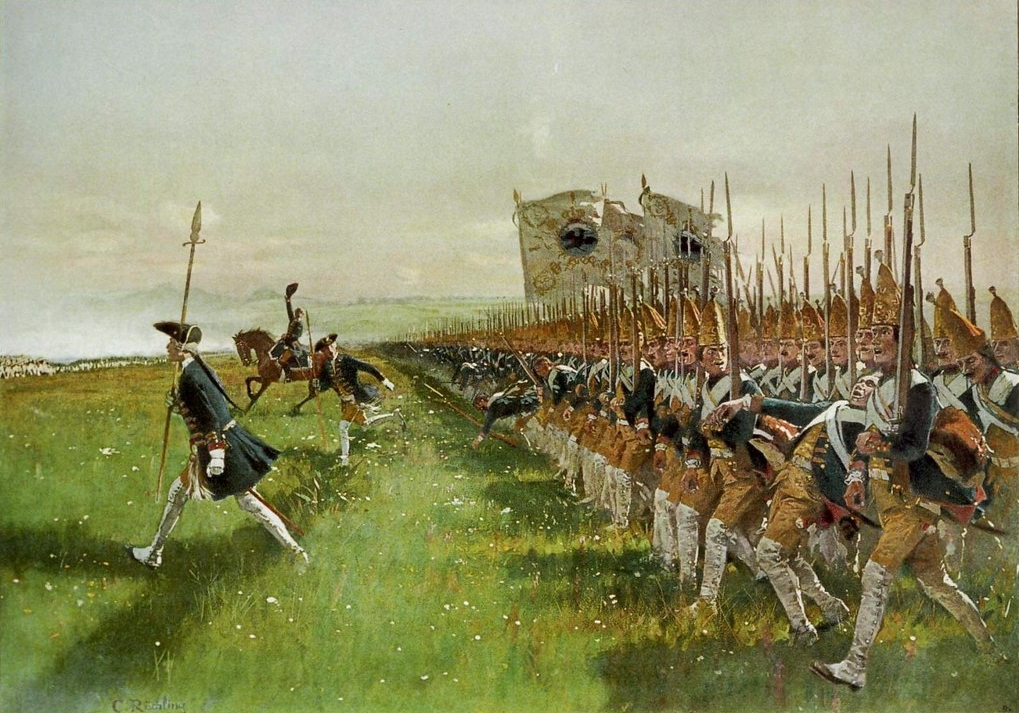
普鲁士的燧发枪步兵

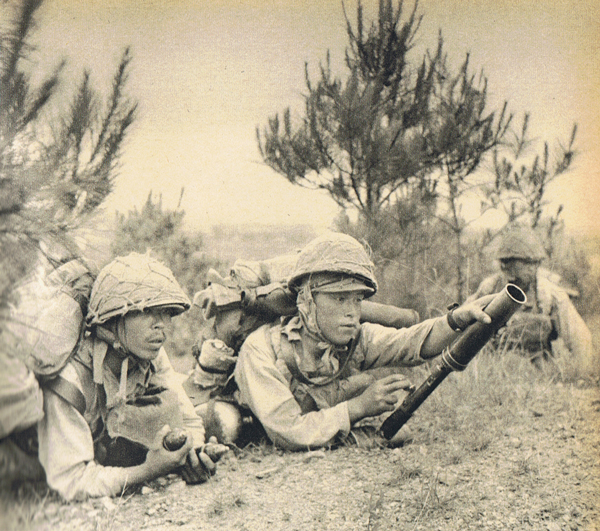
二戰日本步兵使用擲彈筒

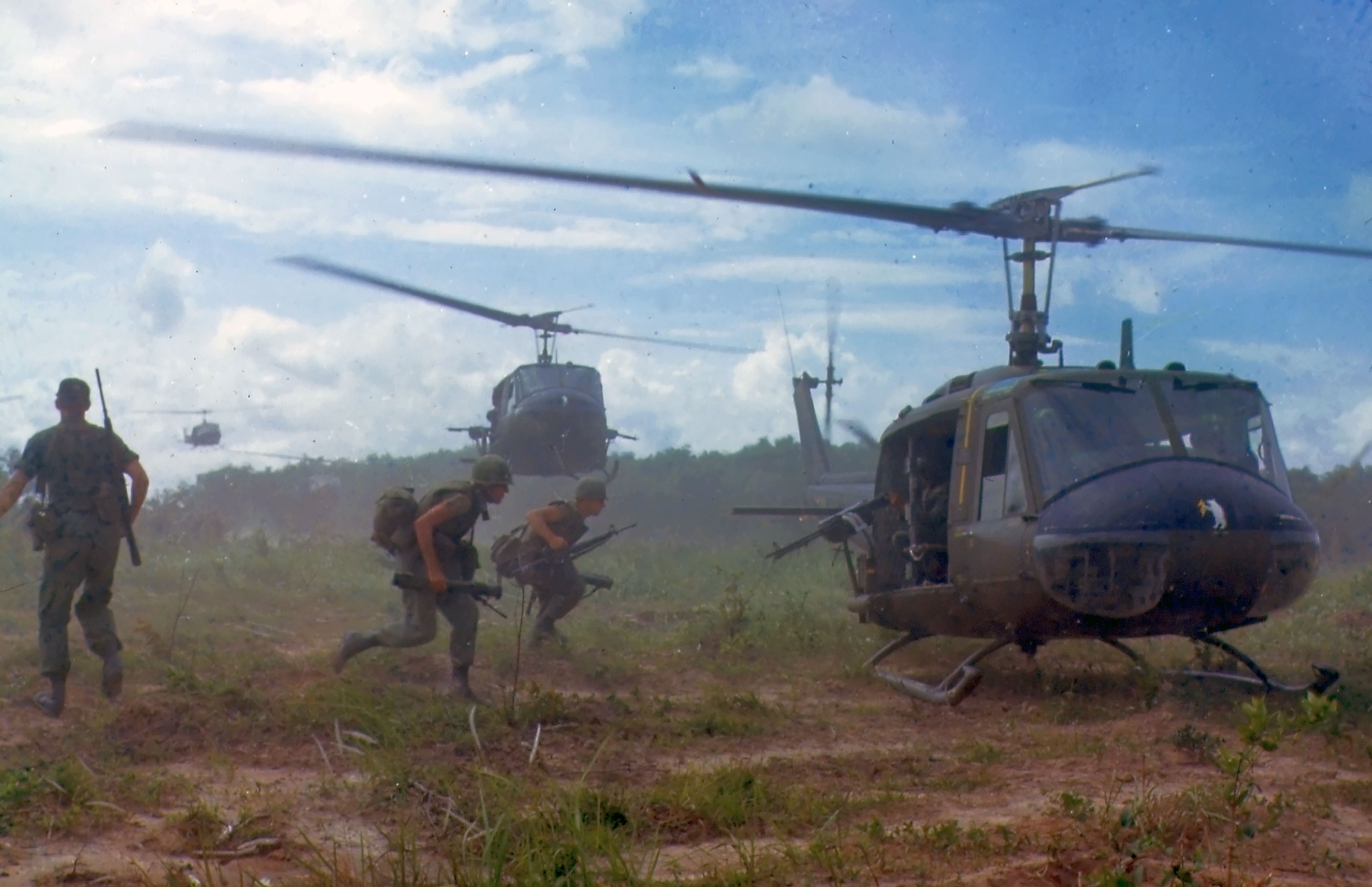
越战中美軍的步兵与直升机，逐漸依賴交通工具的輔助

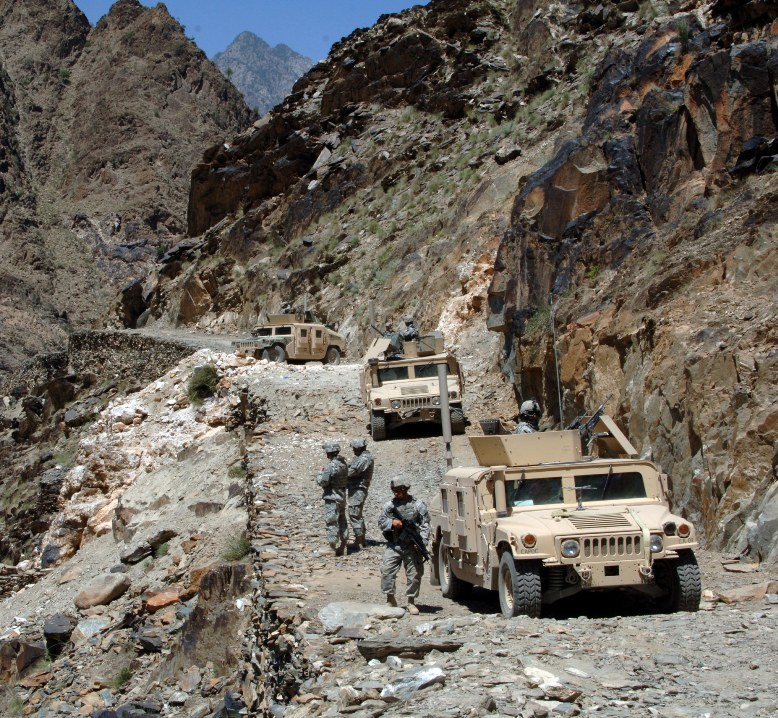
現代摩托步兵，機動車已經屬於與槍枝一樣非常重要的裝備

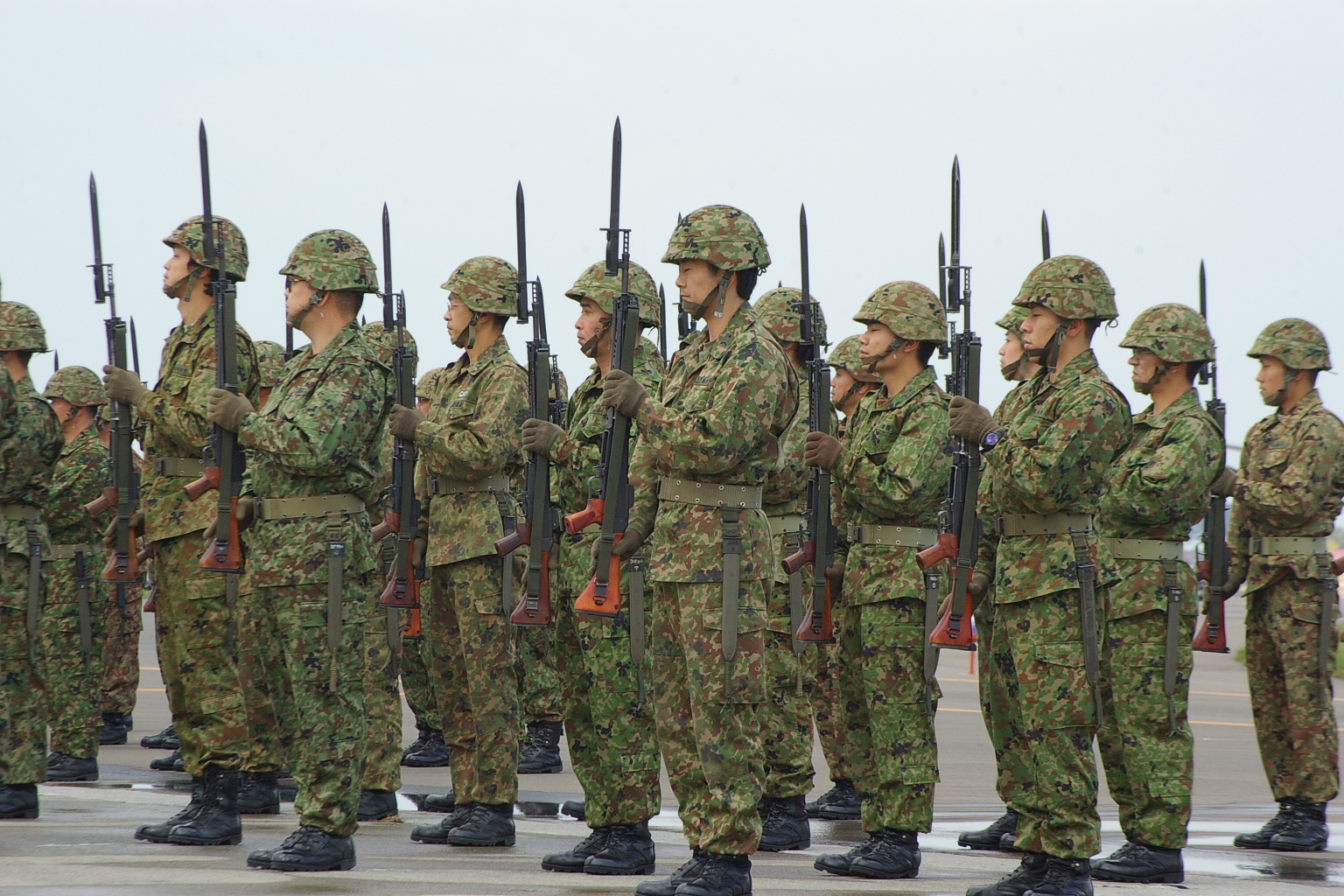
日本陸上自衛隊隊員持64式步槍與刺刀，基本的步兵格鬥戰術至今仍歷久彌新

步兵指徒步行軍作戰的士兵，是陆军的一个主要兵种。在冷兵器時代，步兵主要指使用格斗兵器步行作战的兵种，區別於弓兵/弩兵、車兵、騎兵、水兵等。但隨著科技發展，近現代的普通步兵也需要依靠馬匹、自行車、卡車、火車、裝甲運兵車、直升機、橡皮艇等载具行军至戰場，然后是指脱离载具作战的個體，這才會被稱作所謂的步兵。除了欠发达地区，很少見到纯粹徒步行军的步兵了。
廣義來講，以單個步行士兵的身體作為武器平台進行作戰的部隊統稱為步兵，因此弓兵、弩兵、矛兵、戟兵、骑步兵这些步行作战的兵种都属于步兵的范畴；狹義來講，步兵是纯粹以地面步行为形式進行正規攻防的陆军兵種，因此使用载具的装甲步兵和两栖作战部隊（譬如海軍陸戰隊、空降部队等）如果没有跳下载具开始步行，就都不算是狹義上的步兵部隊。而炮兵虽然作战时通常是步行，因为武器平台并不是士兵本身（除非使用的是徒步搬运的迫击炮），因此也不算是步兵。

## 步兵的发展
步兵的发展史是人类科技和社会发展的一个缩影。步兵徒步作战的本质并无大的变化，但其战术、火力、防御能力、机动能力方面却有着长足的发展。总体而言可以划分为冷兵器时代和热兵器时代。

### 冷兵器时代
步兵产生于远古时代。奴隶社会时期，步兵是许多国家在战场上的主要力量，分为重装步兵、轻装步兵。中国古代称步兵为徒或卒，有徒兵、徒卒、武卒、锐士、技击、带甲等称呼，主要围绕战车作战。冷兵器时代的步兵大多手持着青铜和铁打造成的长短兵器，有时候会携带弓箭或弩等辅助武器，身披铠甲，逐渐成为主要作战力量。在中國封建社会时期，骑兵发展为主要兵种，步兵則担负辅助任务。作战时步兵會结为各种战阵，以达到最佳的攻击或防御效果。

### 热兵器时代
随着8-10世纪火药的发明以及15-17世纪冶金术的发展，人类开始能够制造越来越优良的火枪。步兵的主要武器开始逐步地从刀枪剑戟变成枪械，更使近代步兵列队射击的战术消失。为了减少伤亡，步兵部队不再结成密集阵。取而代之的是小编制的步兵小组协同作战，因此出现了步兵伍、班、排、连、营、团、旅。18世纪，步兵师也隨之出現。从此开始了延续至今的热兵器时代。而枪械的威力、射程和精确度也逐步提高，极大地改变了步兵作战的方式。
在第一次世界大战中，开始用火車、汽车输送步兵部队到前線陣地再徒步作戰，這些部隊被稱為機械化或摩步化部隊。後來更發展出了坦克，是裝甲車的前身。
到了二次世界大战时期，世界各国亦开始为步兵部队装备运输车辆、装甲運兵车，以提高步兵的机动能力，即摩托化、机械化，一些国家的步兵更改称为机械化步兵或摩托化步兵、装甲步兵。從空中跳傘的傘兵也是，大大提高了部署的機動性，越南战争时期，美军更大规模地使用直升机，以求步兵部队能更快地在复杂的地形中机动。
在现代兵种中指徒步或搭乘机动车辆、装甲输送车辆、步兵战车实施机动和作战的兵种。步兵依然是现代化军队中的重要组成部分。随着现代的信息技术的发展，步兵的发展趋势已经开始从机械化转向数位化，使其能达到更高的作战效率，這些多餘的設備也仰賴機動車的載運。

## 现代步兵

### 组织
步兵是在不少戰爭中最重要的兵種，而步兵組成的部隊則大多數隸屬於陸軍。部份國家的陸軍組織如下：
- 英國陸軍
- 美國陸軍
- 中華民國陸軍
- 中國人民解放軍陸軍
- 法國陸軍
- 日本陸上自衛隊

### 现代步兵的作战特点
由于人体的限制，所以步兵在机动能力、防御能力、火力投射能力方面不能和装甲部队相提并论。然而步兵以单兵为机动平台，几乎能在任何陆地地形氣候作战。在更为复杂的战场环境中，如城市作战、山地作战、坑道战、阵地战，步兵有着不可替代的作用。这也是步兵这个历史最为悠久的兵种时至今日也没能被取代的原因。

### 现代步兵主要装备
现代步兵一般携带小口徑武器或轻型的反器材武器。机动能力相对于他们的前辈们已有相当的提高，乘坐军用车辆突击作战或以直升机、运输机进行跳島戰術。
其主要装备有步槍、機槍、衝鋒槍、手榴弹、火箭推進榴彈、迫擊砲、反坦克飛彈、防空飛彈、汽車、裝甲輸送車、步兵戰車、直升機和運輸機等等。

## 战术
- 塹壕戰
- 人海戰術
- 游擊戰
- 運動戰
- 行軍

## 相關
- 步兵攻擊

狹義之步兵攻擊常指對敵方已構築之防禦陣地或已集結之區域進行壓制、殲滅或佔領。
- 步兵防禦

防禦之主要目的為固守要點。敵方來犯則予以殲滅或擊退。
- 步槍
- 快速反應部隊

- 步兵
  - 散兵
  - 重裝步兵-輕裝步兵 - 线列步兵 - 摩托化步兵 - 機械化步兵
- 摩托化步兵旅
- 騎兵化步兵旅
- 機械化步兵旅
- 裝甲化步兵旅
  - 空中突擊 - 空降部隊